# Istočni Mebon
Istočni Mebon je kmerski hram u Angkoru, Kambodža. Izgradio ga je kralj Rajendravarman 953. godine kao hinduistički hram posvećen Šivi, u spomen na kraljeve roditelje.
Hram se nalazi na vještačkom otoku u isušenom Istočnom Barayu (kmerskom vještačkom bazenu). Sam njegov smještaj govori o važnosti orijentacije i glavnih pravaca u kmerskoj arhitekturi. Naime, hram je orijentiran u osi sjever-jug, točno u pravcu s kraljevskim hramom kralja Rajendravarmana, Pre Rupom, koji se nalazi 1.200 metara južno od baraya. Ali, Istočni Mebon je u pravcu istok-zapad u istoj osi s hramom Phimeanakasom kraljevske palače u Angkor Thomu, oko 6.800 m zapadnije.
Hram je izgrađen u stilu Pre Rupa s dva koncentrična kvadratična obzida i svetištem na tri terase, od trajnih materijala: pješčenjaka, opeke, laterita i štuko ukrasa. Na sredini kvadratične terase nalazi se središnji toranj (prasat), okružen s četiri manja na kutovima terase. Tornjevi su od opeke s vidljivim ožiljcima gdje su nekad bile raskošne štuko dekoracije. Od mnogih raznolikih skulptura najznamenitija su dva metra visoki kameni slonovi na kutovima prvog i drugog kata. Od vjerskih prizora, na nadvratnicima se nalaze Indra kako jaše trpglavog slona Airavata, te Šiva na svom humku i njegovo utjelovljenje, sveti bik Nandi.
Od 1992. godine, Istočni Mebon je, kao dio Angkora, na popisu svjetske baštine UNESCO-a.
- Donja terasa Istočnog Mebona
- Slon na donjoj terasi
- Slon na gornjoj terasi
- Nadvratnik sa Šivom na Airavati
- Jedna od skulpturi zvijeri